# Polycentropus minero
Polycentropus minero – gatunek chruścika z rodziny przyocznicowatych i podrodziny Polycentropodinae.
Gatunek ten opisany został po raz pierwszy w 2011 roku przez Stevena W. Hamiltona i Ralpha W. Holzenthala na łamach „ZooKeys”. Jako lokalizację typową wskazano Rio Capivara w Serra do Cipo w brazylijskim stanie Minas Gerais. Epitet gatunkowy pochodzi od demonimu oznaczającego mieszkańca owego stanu.
Chruścik o ciemnobrązowym ciele i brązowych odnóżach. Skrzydło przednie osiąga od 6,4 do 8,2 mm długości. Brak na skrzydle łatek z jaśniejszych szczecinek, dominują delikatne szczecinki brązowe. Odwłok samca ma prawie trójkątne w widoku bocznym, a w widoku brzusznym kwadratowe ze słabo przewężonymi pośrodku bokami oraz płytko wklęśniętym brzegiem tylnym dziewiąte sternum. Nieco krótsza niż wysokość odwłoka, delikatnie dobrzusznie zakrzywiona, w widoku grzbietowym na niemal całej długości równośrednicowa i tylko u szczytu stopniowo zwężona przysadka pośrednia ma nieco rozszerzoną nasadę. Przysadka preanalna ma krótki, u szczytu zaokrąglony wyrostek mezolateralny z lekkim brzusznym przedłużeniem, połączony szeroko podstawą z dobrzusznie skierowanym, szeroko-palcowatym wyrostkiem mezowentralnym tejże przysadki. Przysadka dolna jest w widoku brzusznym kwadratowa z wydatnym, zaostrzonym kolcem kaudalnomezalnym, z kolei w widoku bocznym krótka, kwadratowa, o niskiej, od góry prostej flance grzbietowo-bocznej i wąskim, nasadowo umieszczonym kolcu mezowentralnym. Przeciętnie krótka fallobaza ma wąski wyrostek wierzchołkowo-brzuszny z jednym szczytem, wąskie pasmo zesklerotyzowane endoteki i wąski w widoku grzbietowym skleryt fallotremy. Y-kształtny skleryt subfalliczny ma szerokie wypustki boczne nóżki i długie ramiona.
Owad neotropikalny, endemiczny dla Brazylii.